# Vääna
Vääna – wieś w Estonii, w prowincji Harju, w gminie Harku.